# Gréco-Australiens
Les Gréco-Australiens sont des citoyens Australiens qui ont des ancêtres originaires de la Grèce. Selon le recensement, en 2016, il y avait  397 428 personnes d'origine grecque en Australie, soit 1,7 % de la population totale du pays. La plupart des Australiens d'origine grecque vivent en Victoria.

## Histoire
L'immigration grecque en Australie a commencé dans la période coloniale au début du XIXe siècle. Les Grecs d'abord connus sont arrivés en 1829.
L'immigration grecque en Australie a varié au fil des ans. Ce mouvement migratoire est considéré comme l'un des plus remarquables et plus importants, en particulier au cours du XXe siècle, où il est à son apogée. Aujourd'hui les Greco-Australiens forment l'une des plus grandes communautés de la diaspora grecque.

## Démographie
| État et territoire                     | Nombre  | % de la population |
| -------------------------------------- | ------- | ------------------ |
| Victoria                               | 170 451 | 2,88               |
| Nouvelle-Galles du Sud                 | 132 835 | 1,78               |
| Australie-Méridionale                  | 38 181  | 2,28               |
| Queensland                             | 17 924  | 0,38               |
| Australie-Occidentale                  | 15 114  | 0,61               |
| Tasmanie                               | 2 388   | 0,47               |
| Territoire de la capitale australienne | 4 786   | 1,20               |
| Territoire du Nord                     | 4 077   | 1,78               |

En 2016, 237 598 personnes, soit 1 % de la population et 60 % des Gréco-Australiens, déclarent parler le grec à la maison.